# 渡辺久
渡辺 久（わたなべ の ひさし）は、平安時代中期の武将。嵯峨源氏の源融の子孫で、正式な名のりは源久（みなもと の ひさし）。実質上の渡辺氏の祖。筒井久（つつい の ひさし）とも呼ばれる。

## 略歴
渡辺綱の次男として、正暦年間に肥前国松浦郡筒井村で生まれる。兄に奈古屋授がいた。
数年後に父の主君の源頼光の地方赴任が終わると、帰京して京で元服を迎えた。
歳月が流れて、朝廷から判官に任命されて、源頼国（頼光の子）に仕えた。
後に誕生地の肥前国松浦郡波多郷にある鬼子獄の要害で、もと信濃国福原の武士で、平忠常の郎党であった稲江多羅記の子の狐角が砦壁を築いて、反旗を翻すと、肥前国司は狐角の狼藉行為に手をもて余したために、久は勅命で狐角を討伐するために遠征して、これを撃退したという。
以降は、一時的に肥前筒井城に据えて構えたとされ、数年後に京に戻ったという。

## 子孫
子の安と孫の伝の後裔は、越後国の住人となり、赤田氏と瓜生氏の祖となった。
あるいは、薩摩国の奈良原氏も、久の子孫と称した。